# Rio São Sebastião
O rio São Sebastião é um curso de água que banha o estado do Paraná. 